# Panggeldlanggu
Panggeldlanggu is een bestuurslaag in het regentschap Purworejo van de provincie Midden-Java, Indonesië. Panggeldlanggu telt 728 inwoners (volkstelling 2010).